# ロナルド・レーガン・ビルディング
ロナルド・レーガン・ビルディング（英語表記Ronald Reagan Building）は、第40代アメリカ合衆国大統領であるロナルド・レーガンにちなんで名づけられた建築物。正式名称は、The Ronald Reagan Building and International Trade Center。合衆国首都ワシントンD.C.に位置し、国営・私営各部門への使用目的を意図して設計された、ワシントンD.C.初の連邦建築物である。

## 建築物概要
共通役務庁によって管理され、ワシントンD.C.において最も大きな面積を誇る建造物である。
建物はイオ・ミン・ペイの運営する建築会社がデザインした。当時連邦政府は1920年代に一帯の土地を購入したが、同建造物が完成する1998年まで開発が進められていなかった。

## 用途
国際貿易とグローバリゼーションの発展を推し進める目的として、米国議会から特権を与えられている建物でもある。米国国際開発庁、米税関・国境警備局、アメリカ国土安全保障省、ウッドロウ・ウィルソン国際学術センター（通称ウィルソンセンター）などの本部が置かれている。また、会議や国際見本市、文化的催しや野外コンサートなども主催する。

## 歴史
- 1990年 イオ・ミン・ペイのデザインにより着工
- 1995年 米議会が満場一致で建物をロナルド・レーガン元大統領に因んだ名称にすることを決定。
- 1998年 完成し、公式な除幕式が開かれる。
- 2005年 3月から4月にかけてミッキーマウス75周年祭が開催される。

## 立地
住所は 1300 Pennsylvania Avenue, NW であり、オスカー・シュトラウス記念館の前方向に位置する。また、ワシントンメトロの Blue または Orange Line の、Federal Triangle Metro station 真上に位置する。ここはかつてワシントンD.C.で酒場と売春宿で溢れ返っていた plague-spot（疫病流行地）として名高い。